# 文子
『文子』（ぶんし）は、中国古代の書籍のひとつ。『漢書』芸文志では道家に含める。『通玄真経』（つうげんしんけい）とも呼ばれる。

## 作者
『漢書』芸文志で班固は『文子』の著者を老子の弟子で孔子と同時代の人とする。一方、『史記』貨殖列伝に范蠡とともに登場する計然（けいぜん）もまた文子といった。この計然は計研とも計倪ともいう。李暹の『文子』注は計然と『文子』の著者である老子の弟子を同一人物とする。
『文子』の中に「平王問文子曰」という文があるのは上記と時代が合わず、班固は仮託であろうかと疑っている。
現代では『老子道徳経』は戦国時代の書と考えるのが一般的であるので、『老子』を引用する『文子』もそれ以降の書であり、孔子の同時代人や范蠡の師を著者とする説は成りたたない。

## 構成・内容
『文子』は『漢書』芸文志では9篇、『隋書』経籍志では12巻とする。現行本は「道原・精誠・九守・符言・道徳・上徳・微明・自然・下徳・上仁・上義・上礼」の12篇から構成される。 
内容は『老子道徳経』を敷衍したものだが、文章の大部分が『淮南子』と共通する。

## 影響
唐の玄宗は道教の科挙（道挙）を行い、「崇玄学」という学校を設けて、『文子』を『老子道徳経』『荘子』『列子』とともに学ばせた。天宝元年（742年）には文子を通玄真人、その書物を『通玄真経』と名付けた。
『日本国見在書目録』に『文子』12巻が見え、日本にも早くから伝わっていた。江戸時代には入江南溟の校本が出版された。